# Florian Becke
Florian Becke (ur. 15 marca 1983 w Garching) – niemiecki bobsleista, złoty medalista mistrzostw świata.

## Kariera
Największy sukces w karierze osiągnął w 2011 roku, kiedy wspólnie z kolegami i koleżankami z reprezentacji wywalczył złoty medal w rywalizacji drużynowej na mistrzostwach świata w Königssee. Był to jego jedyny występ na międzynarodowej imprezie tej rangi. W zawodach Pucharu Świata zadebiutował 3 grudnia 2010 roku w Calgary, zwyciężając w zawodach mieszanych. Ponadto jego osada dwukrotnie wygrywała w zawodach tego cyklu rywalizację czwórek: 23 stycznia 2011 roku w Winterbergu i 11 grudnia 2011 roku w La Plagne. Nigdy nie wystąpił na igrzyskach olimpijskich.